# Producción potencial

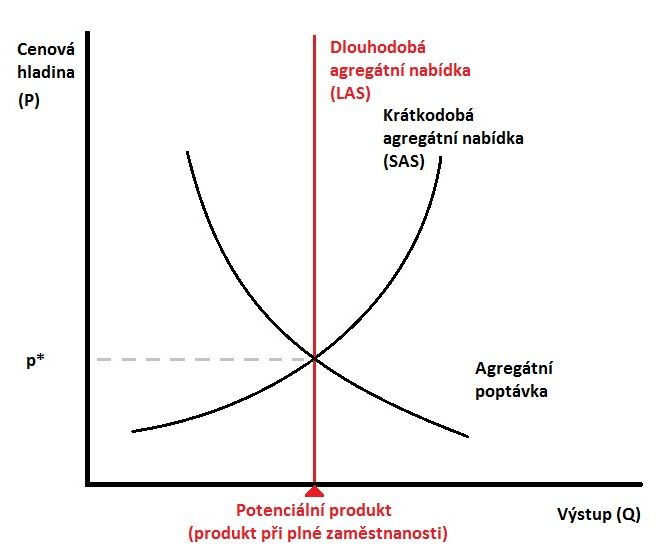
PIB de pleno empleo (PIB máximo sostenible, producción potencial)

La producción, producto o PIB potencial (también llamado Producto Interior Bruto natural) se refiere al nivel más alto de PIB o producción real que podría ser alcanzado y sostenido a largo plazo por un país o cualquier corporación al utilizar de manera eficiente todos los factores de producción con los que cuenta.
La existencia de un límite potencial se debe a las características naturales e institucionales del ámbito productivo. Si el PIB real aumenta y se mantiene por encima del potencial (en ausencia de controles salariales y de precios) la inflación tiende a aumentar en tanto que la demanda de factores de producción supera la oferta. Esto se debe a que existe una oferta limitada de trabajadores y de su tiempo, de bienes de equipo y de recursos naturales, además de los límites de la tecnología y de nuestras habilidades de administración. Gráficamente, la expansión de la producción más allá del límite natural puede ser vista como cambio de volumen de producción por encima de la cantidad óptima en la curva de coste medio. Así mismo, si el PIB real está por debajo del PIB natural, la inflación se reducirá, dado que los proveedores bajarán los precios para liquidar su producción remanente.
La producción potencial en macroeconomía corresponde al punto o curva en la frontera de posibilidades de producción para una sociedad dada, reflejando en conjunto los límites naturales, tecnológicos e institucionales. 
La producción potencial también se ha llamado producto interior bruto natural. Si la economía está en su potencial, el índice de paro iguala el NAIRU o el "tasa natural de desempleo".
En general, los bancos centrales y otras agencias de planificación económica intentan mantener el PIB en o alrededor del nivel del PIB natural.  Esto puede lograrse de distintas formas. Las dos estrategias más comunes son expandir o contraer el presupuesto del gobierno (política fiscal) y alterar la oferta de dinero para cambiar los niveles de consumo e inversión (política monetaria).
La diferencia entre la producción potencial y la producción real se denomina brecha de producción o brecha del PIB, la cual puede servir como indicador del uso de la capacidad instalada. La producción potencial también se utiliza, entre otros, para el cálculo de la ley de Okun, como una relación con la producción real, la tasa natural de desempleo y el paro real a lo largo del tiempo.